# Aeroport de Safdarjung
L'aeroport de Safdarjung (codi IATA: N/A, codi OACI: VIDD) és un aeroport de Nova Delhi, Índia, al barri del mateix nom. Establert durant el Raj britànic com a aeròdrom de Willingdon, va començar a operar com a aeròdrom el 1929. Va ser utilitzat àmpliament durant la Segona Guerra Mundial ja que formava part de la ruta de ferri aeri de l'Atlàntic Sud, i més tard durant la Guerra Indopakistanesa de 1947. Va romandre com a aeroport principal de la ciutat fins al 1962, quan les operacions es van traslladar a l'Aeroport Internacional Indira Gandhi a finals de la dècada de 1960, ja que no podia suportar els nous avions més grossos com els avions a reacció.
El Delhi Flying Club es va establir aquí el 1928 amb dos avions De Havilland Moth. L'aeroport va funcionar fins a l'any 2001, però al gener de 2002, per consideracions de seguretat en l'escenari posterior a l'11 de setembre, el govern va tancar l'aeroport per a activitats de vol, en l'actualitat el club només fa cursos de manteniment d'avions. Avui s'utilitza principalment per a vols de passatgers en helicòpter a l'aeroport internacional Indira Gandhi, inclosos el president i el primer ministre. El complex aeroportuari allotja el Ministeri d'Aviació Civil així com la seu de l'Autoritat d'Aeroports de l'Índia (AAI).

## Accidents i incidències
- El 5 de desembre de 1970, un Douglas DC-3 VT-CZC de Jamair es va estavellar poc després de l'enlairament,[6] després d'una fallada en el motor. L'avió operava un vol de passatgers no programat. Cinc de les setze persones a bord van morir.[7]
- Sanjay Gandhi va morir en un accident aeri el 23 de juny de 1980 prop de l'aeroport de Safdarjung a Nova Delhi. Estava volant amb un nou avió del Delhi Flying Club i, mentre feia un bucle sobre la seva oficina, va perdre el control i es va estavellar. L'únic passatger de l'avió, el capità Subhash Saxena, també va morir en l'accident aeri.[8]
- Entre 1971 i 1972, un avió d'entrenament Tiger Moth va enlairar i es va estavellar matant a dos pilots d'entrenament, Rajinder Bhatia i Pawar.